# Anja Schache
Anja Müller-Schache (Potsdam, 29 marzo 1977) è una schermitrice tedesca, specializzata nel fioretto. Ha vinto una medaglia d'argento e una di bronzo ai Campionati mondiali di scherma.
È la moglie di Lars Schache.

## Palmarès
In carriera ha conseguito i seguenti risultati:
- Mondiali di scherma

Lipsia 2005: argento nel fioretto individuale.
Adalia 2009: bronzo nel fioretto a squadre.
- Europei di scherma

Sheffield 2011: bronzo nel fioretto a squadre.